# Santa Sofía (Colombia)
Santa Sofía è un comune della Colombia facente parte del dipartimento di Boyacá.
Il centro abitato venne fondato dai colonizzatori spagnoli su iniziativa del viceré Amar y Borbón.